# Georges Taberner
Georges Taberner, né le 27 septembre 1937 à Alger et mort le 15 mars 1979, est un footballeur français.

## Biographie
Il joué 85 matchs en Division 1, en six saisons passées dans les clubs du Havre, de Monaco et de Lyon.

## Palmarès
- Champion de France en 1963 avec l'AS Monaco
- Vainqueur de la Coupe de France en 1963 et 1964

## Hommages
Il existe un stade Georges-Taberner à Port-Saint-Louis-du-Rhône.